# Tevonn Walker
Tevonn Walker (* 7. November 1993 in Montreal) ist ein ehemaliger kanadischer Basketballspieler.

## Laufbahn
Walker spielte als Schüler Basketball am Vanier College in Montreal. 2014 ging er in die Vereinigten Staaten, nahm ein Studium an der Valparaiso University (Bundesstaat Indiana) auf und spielte bis 2018 in der dortigen Basketball-Hochschulmannschaft der Valparaiso Crusaders. Der in der Horizon League für seine Stärken als Verteidiger ausgezeichnete Kanadier bestritt für Valparaiso insgesamt 124 Spiele in der NCAA und erreichte dabei Mittelwerte von 11,3 Punkten sowie 4,3 Rebounds je Begegnung.
Im Juli 2018 unterschrieb er beim deutschen Zweitligisten Hamburg Towers seinen ersten Vertrag als Berufsbasketballspieler. Er trug dazu bei, dass die Hamburger in der Saison 2018/19 Meister der 2. Bundesliga ProA wurden und damit den Aufstieg in die Basketball-Bundesliga bewerkstelligten, indem er in 38 Einsätzen im Durchschnitt 9,8 Punkte sowie 2,8 Rebounds pro Spiel erzielte. Der Kanadier verlängerte anschließend seinen Vertrag und ging mit den Towers folglich in deren erstes Erstligajahr.
In der Sommersaison 2021 spielte er für die Saskatchewan Rattlers in der kanadischen Liga CEBL. 2022 wurde er als Assistenztrainer Mitglied des Trainerstabs der Valparaiso University. Er war bis 2023 im Amt. Walker war hernach im Stab der University of Oklahoma beschäftigt, 2025 wurde er unter Trainer Mike Taylor Assistenztrainer der Winnipeg Sea Bears in der kanadischen Liga CEBL. Taylor war zu Walkers Hamburger Zeit sein Trainer.